# Episodi di In aller Freundschaft (ventitreesima stagione)
La ventitreesima stagione della serie televisiva In aller Freundschaft è stata trasmessa in anteprima in Germania da Das Erste tra il 7 gennaio 2020 e il 16 marzo 2021.
| nº | Titolo originale                 | Prima TV Germania |
| -- | -------------------------------- | ----------------- |
| 1  | Metamorphosen                    | 7 gennaio 2020    |
| 2  | Hier und Jetzt                   | 14 gennaio 2020   |
| 3  | Schützenbrüder                   | 21 gennaio 2020   |
| 4  | Unter Vätern                     | 28 gennaio 2020   |
| 5  | Pflicht und Kür                  | 11 febbraio 2020  |
| 6  | Ärztin über Nacht                | 18 febbraio 2020  |
| 7  | Bruchlandung                     | 25 febbraio 2020  |
| 8  | Lügen und andere Geheimnisse     | 10 marzo 2020     |
| 9  | Tatsächlich Liebe                | 17 marzo 2020     |
| 10 | Trennungsschmerz                 | 24 marzo 2020     |
| 11 | Männergespräche                  | 31 marzo 2020     |
| 12 | Achterbahn                       | 7 aprile 2020     |
| 13 | Die Kunst der Schwäche           | 14 aprile 2020    |
| 14 | Albtraum                         | 28 aprile 2020    |
| 15 | Bombenstimmung                   | 5 maggio 2020     |
| 16 | Schicksalhafte Begegnungen       | 12 maggio 2020    |
| 17 | Nach dem Spiel ist vor dem Spiel | 19 maggio 2020    |
| 18 | Schmerzhafte Vergangenheit       | 26 maggio 2020    |
| 19 | Hoffnung ist keine Strategie     | 2 giugno 2020     |
| 20 | Irritationen                     | 16 giugno 2020    |
| 21 | Tiefe Wunden                     | 23 giugno 2020    |
| 22 | Gegenwind                        | 25 agosto 2020    |
| 23 | Lebenswille                      | 1º settembre 2020 |
| 24 | Ungeklärtes                      | 8 settembre 2020  |
| 25 | Geplatzte Hoffnungen             | 22 settembre 2020 |
| 26 | Verwahrlost                      | 29 settembre 2020 |
| 27 | Zwischen Leben und Tod           | 6 ottobre 2020    |
| 28 | Club 27                          | 13 ottobre 2020   |
| 29 | Freie Entscheidungen             | 27 ottobre 2020   |
| 30 | Auf leisen Sohlen                | 3 novembre 2020   |
| 31 | Wenn Liebe wehtut                | 10 novembre 2020  |
| 32 | Ausgebremst                      | 1º dicembre 2020  |
| 33 | Korrekturen                      | 8 dicembre 2020   |
| 34 | Untiefen                         | 15 dicembre 2020  |
| 35 | Nun singet und seid froh         | 22 dicembre 2020  |
| 36 | Blick in den Abgrund             | 5 gennaio 2021    |
| 37 | Falsche Spur                     | 5 gennaio 2021    |
| 38 | Konkurrenz                       | 9 febbraio 2021   |
| 39 | Sein oder Nichtsein              | 16 febbraio 2021  |
| 40 | Unter Spannung                   | 23 febbraio 2021  |
| 41 | Nachwuchstalente                 | 9 marzo 2021      |
| 42 | Der Wert des Lebens              | 16 marzo 2021     |